# Nicola Pisano
Nicola Pisano – włoski rzeźbiarz tworzący w XIII w.
Urodził się prawdopodobnie w Apulii. Przypuszcza się, iż kształcił się w Pizie lub, przed zamieszkaniem w tym mieście, pracował na dworze Fryderyka II Hohenstaufa na Sycylii. Nicolo Pisano posiadał duży warsztat, w którym pracowali m.in. jego syn, Giovanni Pisano, oraz Arnolfo di Cambio.

## Twórczość

### Ambona w Pizie

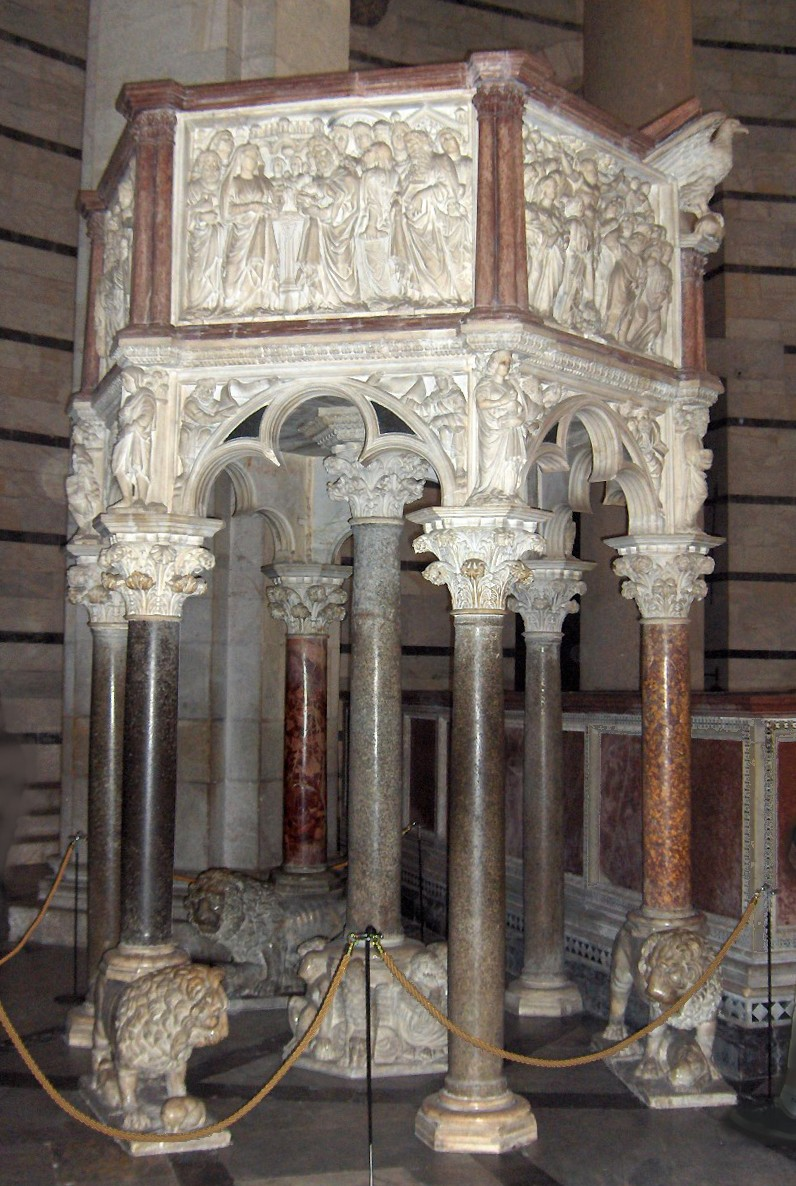
Ambona w baptysterium w Pizie, wysokość: 465 cm, 1260.

Jego pierwszym znanym dziełem jest ambona w baptysterium w Pizie z 1260 roku. Heksagon, na planie którego skonstruowano kazalnicę, jest symbolem śmierci Chrystusa; harmonizuje z okrągłym kształtem budynku symbolizującym powtórne narodziny, wieczność i Boga.
Ambonę zdobią rzeźby nawiązujące do form antycznych: pięć płaskorzeźb, pięć alegorii cnót i Jan Chrzciciel nad kolumnami, figury ewangelistów i proroków w narożnikach. Postaci w antycznych szatach o ciężkich opadających fałdach, z pełnymi harmonii gestami i charakterystycznym greckim profilem przywodzą na myśl starożytne reliefy. Niektóre z nich rzeczywiście były bezpośrednio inspirowane płaskorzeźbami z antycznych sarkofagów, które artysta oglądał w Campo Santo w Pizie. Przykładem może być personifikacja Męstwa (łac. Fortitudo) będąca klasycznym, heroizującym aktem – wizerunkiem Herkulesa umieszczonym tylko w innym kontekście. Postacie Nicoli są krępe, przysadziste, postawa zmysłowa, inna niż na Północy. Postaci całkiem niepodobne do wysmukłych, odrealnionych figur dojrzałego gotyku.
Nicola Pisano nie poddał się także średniowiecznej tradycji rozdzielania poszczególnych scen na pojedyncze kwatery, ale w pięciu dekorujących ambonę płaskorzeźbach scalił kilka scen w jedno przedstawienie. Białe reliefy z kararyjskiego marmuru odseparowane są od siebie poprzez brązowe antykizujące półkolumienki.
Kazalnica podtrzymywana jest przez centralną kolumnę o bazie złożonej z groteskowych figur i zwierząt oraz przez sześć kolumn zewnętrznych, z których trzy stoją na lwach triumfujących nad swoją ofiarą (romański motyw obrazujący zwycięstwo chrześcijaństwa).
Na ambonie widnieje inskrypcja:
Anno milleno bis centum bisque triceno
Hoc opus insingne sculpsit Nicola Pisanus
Laudetur dingne tam bene docta manus.
W roku tysiącznym dwuchsetnym i sześćdziesiątym
To świetne dzieło wykuł Nicola Pisanus;
Niech będzie godnie chwalona dłoń tak uczona.
Nawiązywanie do antycznej rzeźby było czymś nowym w rzeźbie włoskiej. Podobnie zjawisko pojawiło się już we francuskim gotyku u tzw. "Mistrza figur antycznych", ale nie znalazło ono tam swoich kontynuatorów.

### Ambona w Sienie

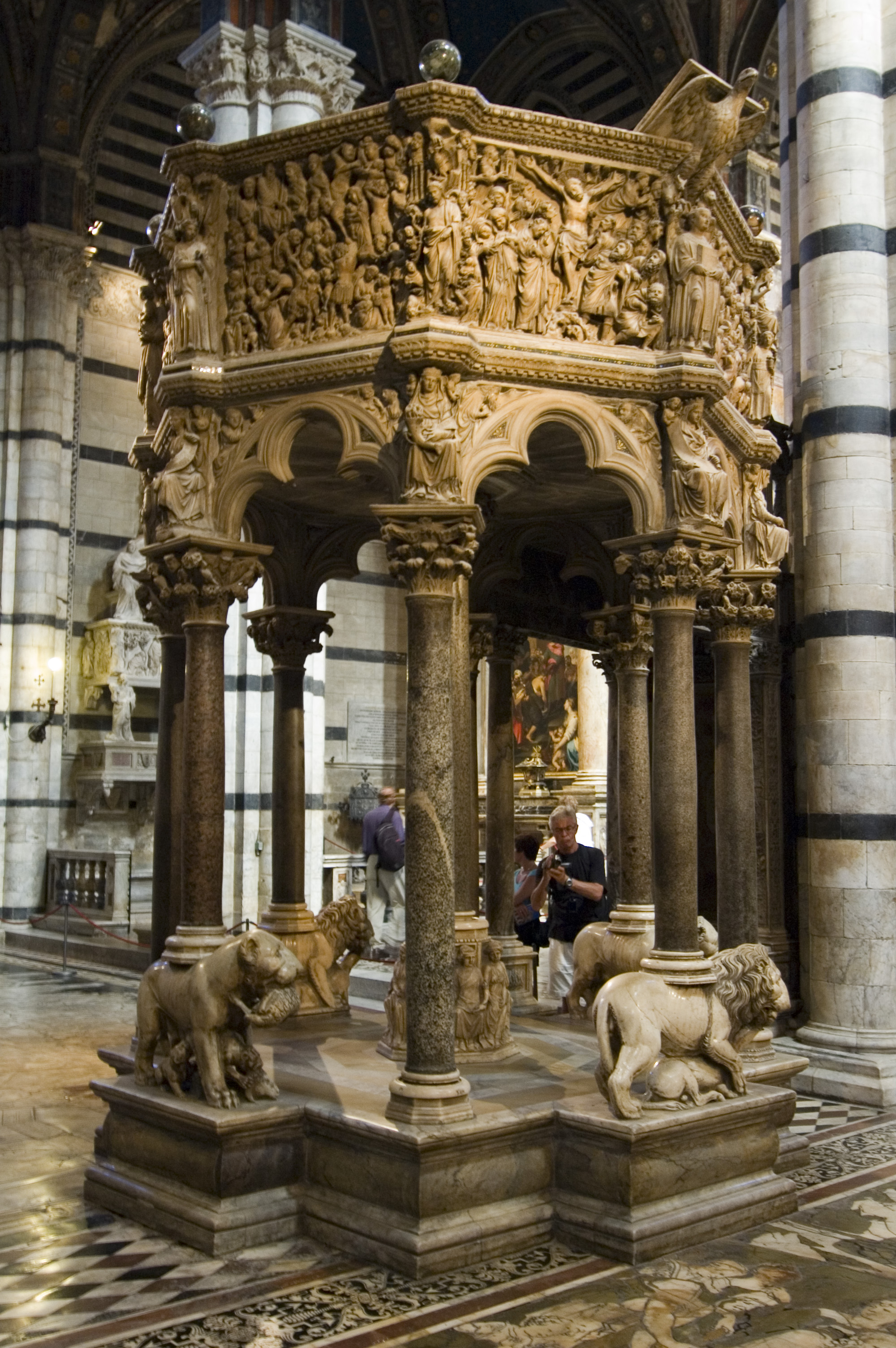
Ambona w katedrze w Sienie, wysokość: 460 cm, 1265-68.

Podobną ambonę stworzył Nicola Pisano dla katedry w Sienie (zamówiona w 1265, a ukończona w 1268). Płaskorzeźby są tu jednak głębsze, a przedstawienia o wiele gęściej zapełnione postaciami i pełne ruchu. Ambona ma oktogonalny kształt, dekoruje ją siedem reliefów, przedstawiających Narodziny, Mękę, Sąd Ostateczny. Zamiast ciemnych półkolumienek, jak we wcześniejszym dziele, na rogach znajdują się rzeźbione w białym marmurze figury. Cztery z ośmiu zewnętrznych kolumn wsparte są na kamiennych lwach. Centralna opiera się nie na groteskowych figurach, ale na wizerunkach sztuk wyzwolonych. W XVI wieku dodano schody, a samą ambonę umieszczono na podwyższeniu, aby poprawić widoczność tego dzieła sztuki.